# لیدیا ویتاله
لیدیا ویتاله (ایتالیایی: Lidia Vitale؛ زادهٔ ۱۲ اکتبر ۱۹۷۲) بازیگر اهل ایتالیا است.
از فیلم‌هایی که وی در آن نقش داشته‌است، می‌توان به حق مشاوره، زندگی‌های به فنا رفته، بهترین دوران جوانی و شام اشاره نمود.